# Limpiville
Limpiville ist eine französische Gemeinde mit 399 Einwohnern (Stand: 1. Januar 2022) im Département Seine-Maritime in der Region Normandie (vor 2016 Haute-Normandie). Sie gehört zum Arrondissement Le Havre und zum Kanton Fécamp (bis 2015 Valmont). Die Einwohner werden Limpivillais genannt.

## Geographie
Limpiville liegt im Pays de Caux etwa 40 Kilometer nordöstlich von Le Havre. Umgeben wird Limpiville von den Nachbargemeinden Daubeuf-Serville im Norden und Westen, Ypreville-Biville im Osten sowie Bénarville im Westen.

## Bevölkerungsentwicklung
| Jahr                      | 1962 | 1968 | 1975 | 1982 | 1990 | 1999 | 2006 | 2013 |
| Einwohner                 | 333  | 324  | 280  | 276  | 283  | 340  | 345  | 388  |
| Quelle: Cassini und INSEE |      |      |      |      |      |      |      |      |

## Sehenswürdigkeiten
- Kirche Notre-Dame aus dem 18. Jahrhundert
- Schloss Le Vaudroc aus dem 17. Jahrhundert mit Park, Monument historique

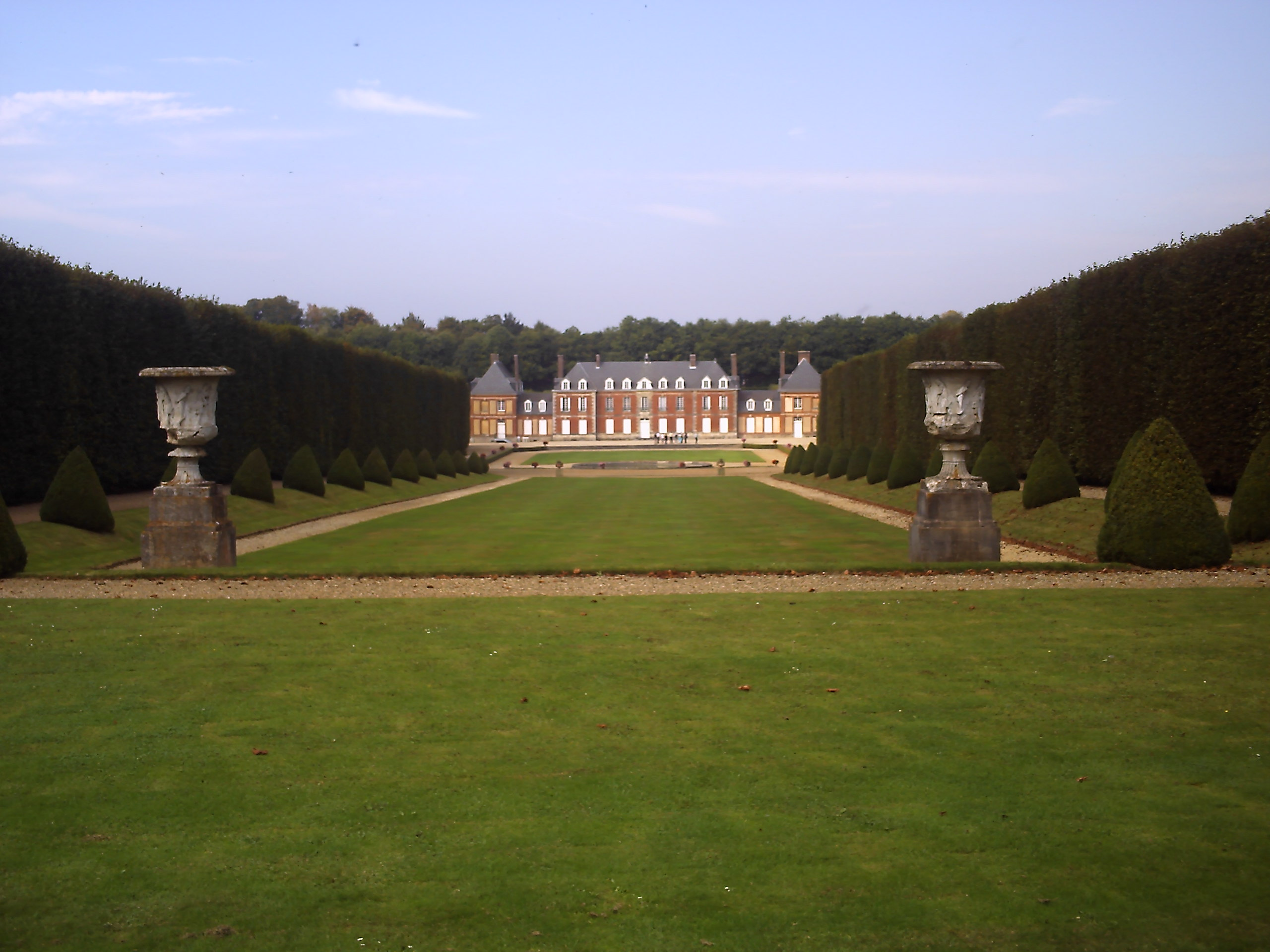
Schloss Le Vaudroc